# بيل هال (لاعب كرة قاعدة أمريكي)
بيل هال (بالإنجليزية: Bill Hall)‏ هو لاعب كرة قاعدة أمريكي، ولد في 30 يوليو 1928 في مولتري في الولايات المتحدة، وتوفي بنفس المكان في 1986.